# Импотентност
Импотентността, известна още под наименованията еректилна дисфункция (ЕД), пещеристо разстройство, мъжка полова немощ, е полово разстройство, което се характеризира с неспособността да се получава и задържа ерекция.
Ерекцията се получава в резултат на хидравличен ефект от навлизането и задържането на кръв в гъбестите тела, намиращи се в пениса. Процесът най-често започва вследствие на сексуална възбуда, от сигнали изпратени от мозъка към нерви, намиращи се в пениса. Еректилната дисфункция се проявява, когато ерекцията е трудна за постигане.
Ерекцията се приема като признак за здраве и допринася за мъжкото самочувствие. В медицината специалността, разглеждаща ЕД, се нарича андрология, която е подразделение на урологията.

## Причини
Има много причини за появата на ЕД, включително промяна на нивото на калий, причинено от отравяне с арсен от питейната вода. Най-честите заболявания, причиняващи ЕД, са: диабет и сърдечно-съдови заболявания. При тези заболявания се нарушава функцията на малките кръвоносни съдове, което води до сериозни смущения в ерекцията. Други причинители могат да бъдат: неврологични проблеми (травма от хирургическа операция, наречена простатектомия), хормонална недостатъчност (хипогонадизъм – изразява се в недостатъчно производство на тестостерон или отсъствие на ендогенен тестостерон), странични ефекти от прием на медикаменти, от психологически фактори и др.